# Audrys Nin Reyes
Audrys Nin Reyes (Tamayo, 2 gennaio 1995) è un ginnasta dominicano vincitore della medaglia d'oro nel volteggio ai Giochi panamericani di Lima 2019. È stato nominato miglior atleta dell'anno 2017 dal comitato olimpico dominicano.

## Palmarès
- Giochi panamericani

Lima 2019: oro nel volteggio;
- Universiadi

Taipei 2017: oro nel volteggio;